# Hợp hạch deuteri
Phản ứng tổng hợp deuteri, còn được gọi là đốt deuteri, là một phản ứng tổng hợp hạt nhân xảy ra ở các ngôi sao và một số vật thể dưới lòng đất, trong đó một hạt nhân deuterium và một proton kết hợp để tạo thành hạt nhân heli-3. Nó xảy ra như là giai đoạn thứ hai của phản ứng chuỗi proton proton, trong đó một hạt nhân đơteri hình thành từ hai proton hợp nhất với một proton khác, nhưng cũng có thể tiến hành từ deuterium nguyên thủy.

## Trong các tiền sao
Deuteri là hạt nhân hợp nhất một cách dễ dàng nhất để bồi tụ tiền sao, và phản ứng tổng hợp như vậy ở trung tâm của tiền sao có thể tiến hành khi nhiệt độ vượt quá 10 6   K.  Tốc độ phản ứng rất nhạy cảm với nhiệt độ đến mức nhiệt độ không tăng quá nhiều so với mức này. Năng lượng được tạo ra bởi phản ứng tổng hợp truyền động đối lưu, mang nhiệt lượng được tạo ra trên bề mặt.
Nếu không có phản ứng tổng hợp deuteri, sẽ không có ngôi sao nào có khối lượng lớn hơn khoảng hai hoặc ba lần khối lượng Mặt trời trong giai đoạn trước chuỗi chính, vì phản ứng tổng hợp hydro mạnh hơn sẽ xảy ra và ngăn thiên thể tích tụ vật chất. Phản ứng tổng hợp deuterium cho phép tăng thêm khối lượng bằng cách hoạt động như một bộ điều nhiệt tạm thời ngăn nhiệt độ trung tâm tăng lên khoảng một triệu độ, nhiệt độ không đủ nóng để phản ứng tổng hợp hydro, nhưng cho phép thời gian tích lũy khối lượng lớn hơn. Khi cơ chế vận chuyển năng lượng chuyển từ đối lưu sang bức xạ, vận chuyển năng lượng chậm lại, cho phép nhiệt độ tăng lên và phản ứng tổng hợp hydro diễn ra một cách ổn định và bền vững. Phản ứng tổng hợp hydro sẽ bắt đầu lúc 107K.
Tốc độ tạo năng lượng tỷ lệ thuận với (nồng độ deuterium) × (mật độ) × (nhiệt độ) 11.8. Nếu lõi ở trạng thái ổn định, việc tạo ra năng lượng sẽ không đổi. Nếu một biến trong phương trình tăng, hai biến còn lại phải giảm để giữ cho năng lượng không đổi. Khi nhiệt độ được tăng lên đến mức 11.8, nó sẽ đòi hỏi những thay đổi rất lớn về nồng độ deuterium hoặc mật độ của nó để dẫn đến một sự thay đổi nhỏ về nhiệt độ. Nồng độ deuteri phản ánh thực tế rằng các khí là hỗn hợp của hydro thông thường và heli và deuteri.
Khối lượng xung quanh vùng bức xạ vẫn còn rất nhiều deuterium, và phản ứng tổng hợp deuterium tiến hành trong một lớp vỏ ngày càng mỏng dần dần di chuyển ra ngoài khi lõi phóng xạ của ngôi sao phát triển. Việc tạo ra năng lượng hạt nhân ở các khu vực bên ngoài có mật độ thấp này làm cho tiền sao bị phồng lên, làm trì hoãn sự co lại của lực hấp dẫn của vật thể và hoãn sự xuất hiện của nó trên chuỗi chính. Tổng năng lượng có sẵn của phản ứng tổng hợp deuteri tương đương với năng lượng được giải phóng bởi sự co rút hấp dẫn.
Do sự khan hiếm của deuteri trong Vũ trụ, nguồn cung cấp của nó cũng bị hạn chế. Sau vài triệu năm, nó sẽ được tiêu thụ hoàn toàn.